# پرداخت سطح چرخشی
پرداخت سطح چرخشی، که به آن پرداخت دورانی یا غلتشی نیز می‌گویند، تکنیکی برای صاف کردن و صیقل دادن سطوح ناصاف قطعات نسبتاً کوچک است. در زمینه جوشکاری، فرآیندی مشابه به نام Barreling، یا پرداخت سطحی بوسیله چرخش بشکه، وجود دارد که دقیقاً بر همین اصول کار می‌کند.
این فرایند بسیار مشابه فرآیندهای طبیعی تولید " شیشه دریایی " یا "شیشه ساحلی" است.

## سنگ

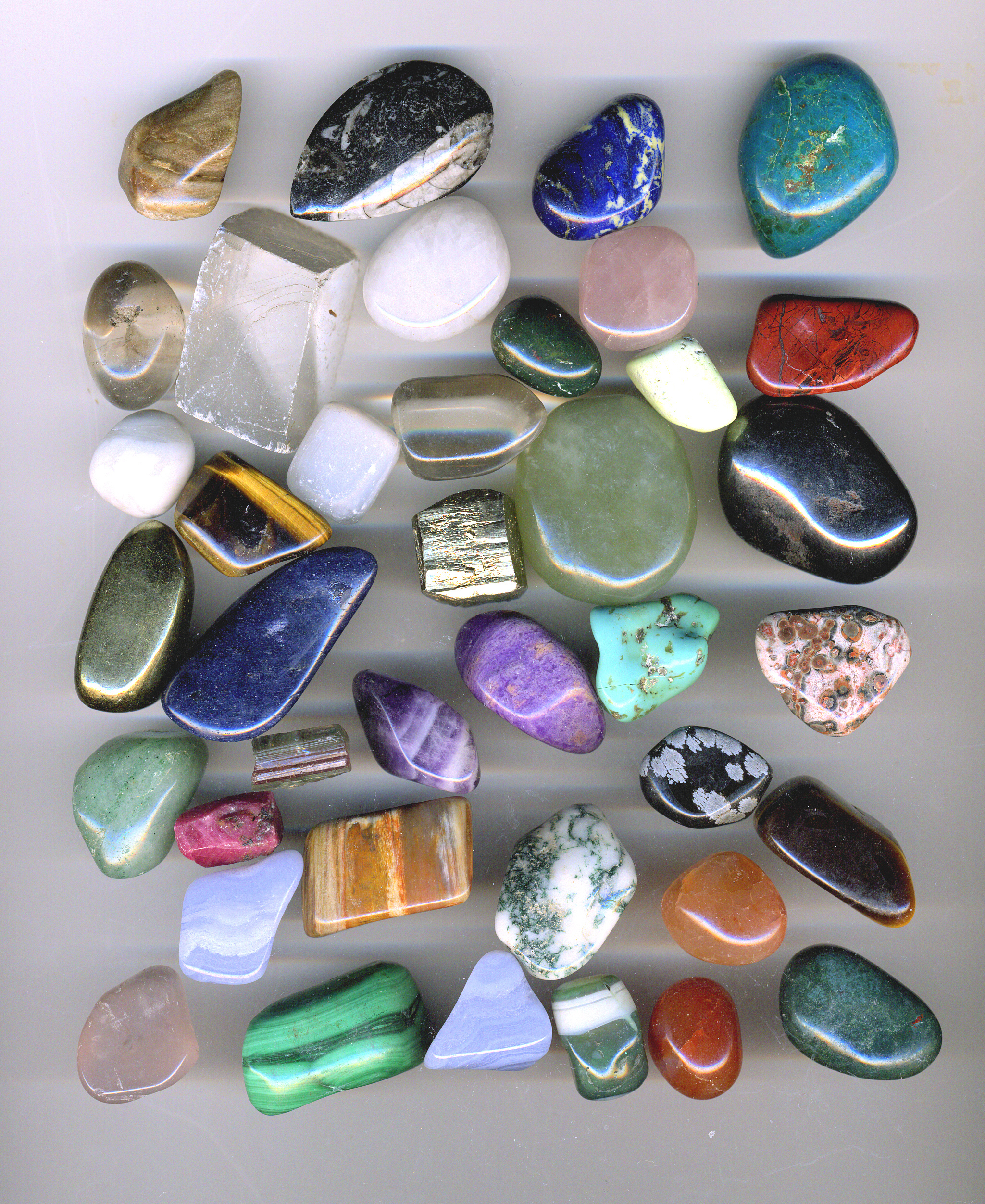
سنگهای قیمتی صیقل داده شده به کمک پرداخت سطح چرخشی (توجه داشته باشید که چهار مورد از سنگ‌ها در تصویر، صیقل داده شده نیستند)

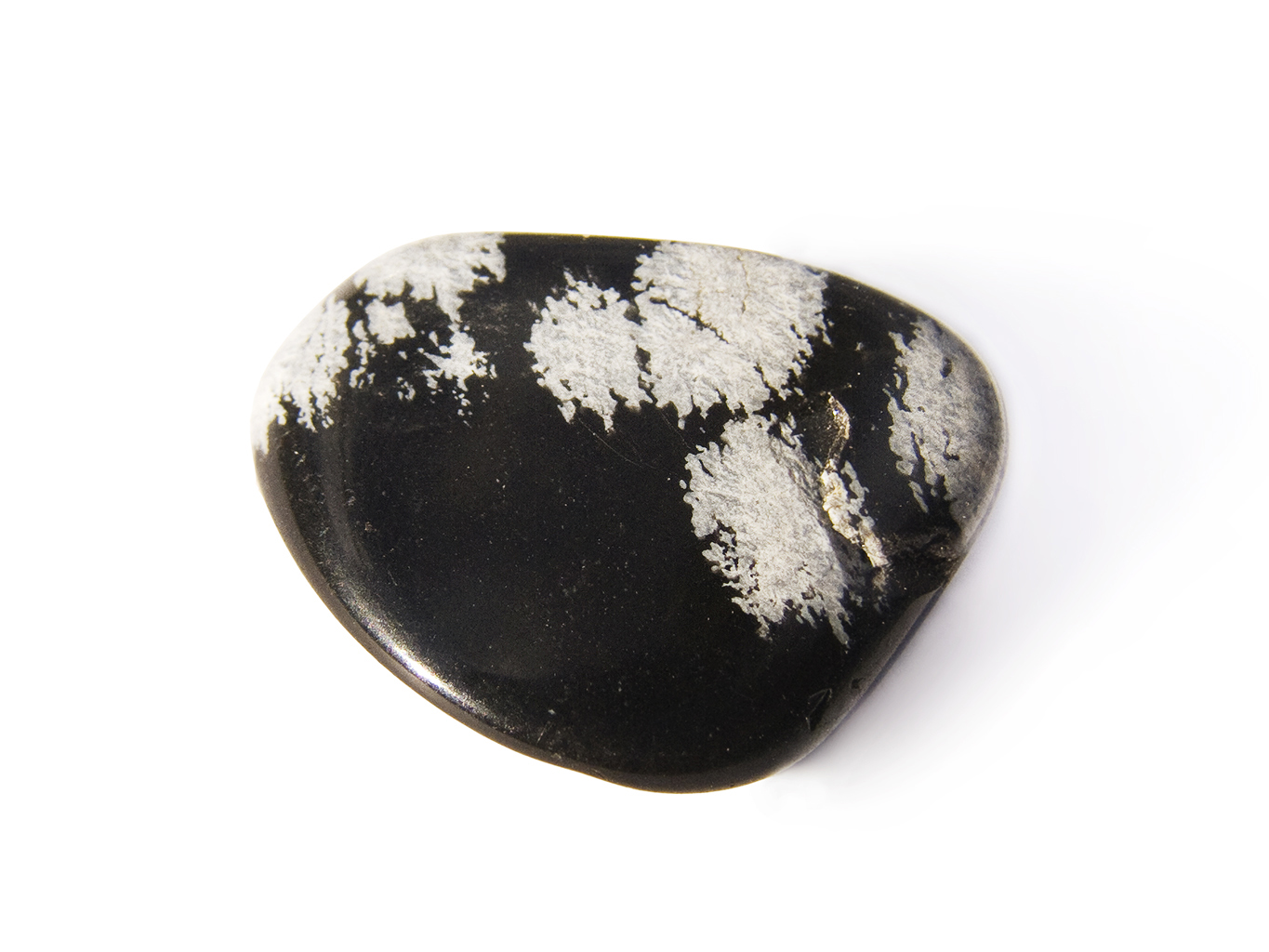
ابسیدین طرح برف ریزه پس از پرداخت سطح چرخشی

پرداخت سطح چرخشی سنگ‌ها به عنوان یک روش لاپیداری برای پرداخت سنگ‌ها معمولاً نیاز به یک ظرف استوانه ای پلاستیکی دارد که با مقداری سنگ، همگی از سختی مشابه یا یکسان، مقداری از شن ساینده و یک روان‌کننده مایع، پر شده‌است. معمولاً از سنگ سیلیکون کاربید استفاده می‌شود و آب به عنوان روان‌کننده، رایج است. سپس بشکه بر روی ریل‌هایی که به آرامی در حال چرخش هستند قرار می‌گیرد تا بچرخد. سرعت چرخش مطلوب، به اندازه بشکه و مواد درون آن بستگی دارد. به جای آن می‌توان از فرایند پرداخت سطحی ارتعاشی استفاده کرد.
انتخاب سرعت مناسب برای پرداخت سطح سنگ در این روش، باعث می‌شود که سنگ‌های داخل بشکه با فاصله ای مناسب بر روی یکدیگر بلغزند، و ساینده در فاصله بین آنها قرار گیرد. نتیجه، به مقدار درشت بودن ساینده و مدت زمان انجام فرایند بستگی دارد.

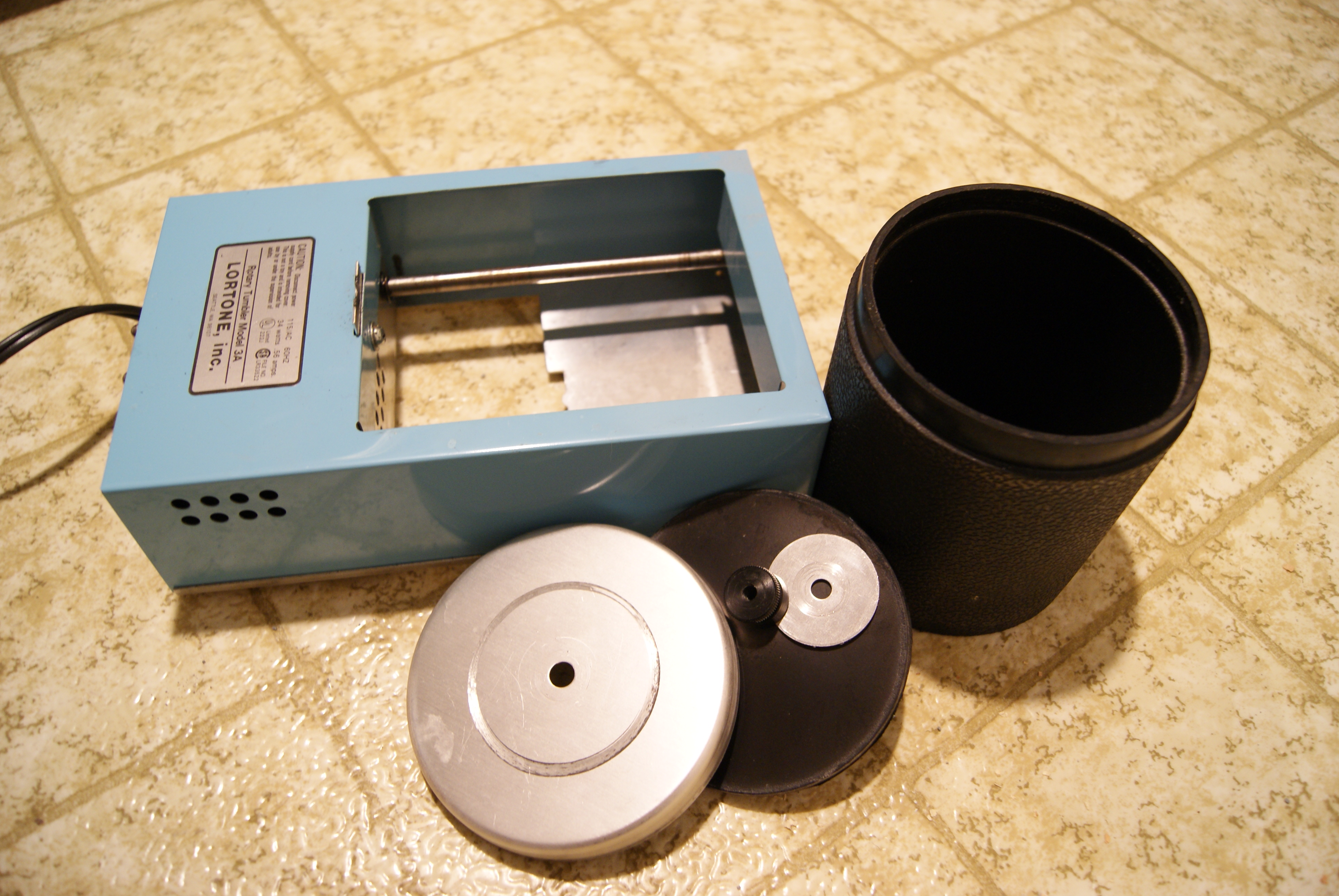
یک دستگاه پرداخت سطح چرخشی معمولی

به‌طور معمول، صیقل دادن کامل سنگ سخت با این روش بین ۳ تا ۵ هفته طول می‌کشد و حداقل در ۳ مرحله انجام می‌شود. در ابتدا، سنگ‌ها با یک ساینده دانه درشت صاف می‌شوند (مانند مش ۶۰–۹۰). وظیفه مرحله اول این است که سنگ یا سنگ سخت تکه شود (خرد شود) به شکلی که از محصول نهایی قابل تشخیص نباشد (شکل). به دنبال آن شستشو و سپس مرحله ای از ریز ریزه کردن بیشتر (ابتدا بوسیله ۱۲۰–۲۲۰ سپس مش ۴۰۰–۶۰۰)، قبل از استفاده (اختیاری) از یک ترکیب مخصوص برای پرداخت سطحی (۱۲۰۰ دانه) که در واقع یک چرخه شستشو با مواد شوینده برای از بین بردن هرگونه شن و ماسه در سنگ‌ها است، پیشنهاد می‌شود. مرحله آخر یک مرحله پرداخت با استفاده از پودر براق کننده (مانند اکسید سریم یا اکسید قلع)، آب و غالباً گلوله‌های پلاستیکی کوچک است که به منظور بالشتکی شدن سنگ‌ها در اثر لغزش (به منظور عدم خرد شدن) و پرداخت یکنواخت و به‌طور مساوی در عرض سنگ‌ها، طراحی شده‌است.
مدت زمان انجام فرایند دقیق توسط عوامل مختلفی تعیین می‌شود، از جمله سختی سنگ و میزان صافکاری مورد نظر در قطعات درشت تر. برخی از افراد به مدت دو، سه یا حتی چهار هفته این فرایند را انجام می‌دهند تا اشکال مورد نظر خود را از سنگ بدست آورند.
دو نوع اصلی پرداخت سنگ غلتشی وجود دارد: پرداخت سطح بشکه ای (چرخشی)، و ارتعاشی. پرداخت سطح به روش چرخش بشکه شایع تر، ساده‌تر، کم سر و صداتر و ارزان‌تر از روش ارتعاشی است. دو عامل اصلی وجود دارد که ممکن است منجر به استفاده از لرزش گیر شود. اول، لرزاننده‌ها در روش ارتعاشی شکل کلی سنگ ناهموار را حفظ می‌کنند، در حالی که روش چرخشی تمایل دارد سنگ‌ها را گرد کنند؛ بنابراین، استفاده از لرزاننده‌های ارتعاشی برای ساختن اشکال وجهی و اشکال پیچیده‌تر بهتر است. دوم اینکه، لرزاننده‌ها در روش ارتعاشی خیلی سریعتر از لامهای چرخشی کار می‌کنند و به‌طور کلی زمان پردازش را به نصف کاهش می‌دهند.
در مرحله پرداخت، به جای شن و ماسه، گلوله‌های پلاستیکی و لاک سنگ اضافه می‌شود. پس از گذشت زمانی، سنگها اکنون باید خشک و براق باشند. اگر اینگونه نیست و به نظر می‌رسد سنگ‌ها یک لایه کدر روی خود دارند، ممکن است یک مرحله سوختن لازم باشد. در مرحله سوختن، سنگها فقط با گلوله‌های پلاستیکی و افزودن یک صابون غیر ساینده، و بدون روغن گردانده می‌شوند.
گاهی اوقات، "پیش ساخته"‌های سنگی استفاده می‌شود. اینها اشکال برش خورده از سنگ ناهموار قبل پرداخت سطح غلتشی است. این امر باعث داشتن کنترل بیشتر بر روی قطعه نهایی می‌شود، بنابراین می‌توان اشکالی مانند قطره اشک را تولید کرد. این روش هنوز هم به اشکال گرد محدود می‌باشد. پیش ساخته‌ها در مقایسه با روش‌های دیگر، ممکن است در مواجهه با درشت‌ترین سنگ‌ها زمان کمتری را استفاده کنند.
در دهه ۱۹۷۰ میلادی، پرداخت سطحی غلتشی با اندازهای کوچک سنگ یکی از سرگرمی‌های رایج بود و جواهرات تزئین شده با سنگهای نیمه قیمتی بسیار مد بودند. به همین ترتیب، ظروف و شیشه‌های تزئینی شیشه ای پر از سنگهایی که امروزه برای پرداخت سطحی به روش غلتشی استفاده می‌شوند، (اغلب شامل سنگهای معمولی که حتی برای جواهرات لباس نیز مناسب نیستند) اغلب به عنوان زیور آلات خانگی مورد استفاده قرار می‌گرفتند.

## فلز
پرداخت سطحی به کمک فلزات برای صیقل دادن، تمیزکاری، رسوب زدایی، حذف زنگ زدگی، پولیش کاری، براق کردن، سختکاری پوسته، آماده‌سازی قطعات برای پرداخت سطح بیشتر، و سوهان کاری اضافات و باقی مانده‌های ریخته‌گری مورد استفاده قرار می‌گیرد. این فرایند نسبتاً ساده است: یک بشکه افقی با قطعات فلزی و قطعات مورد نظر برای پرداخت سطحی پر شده و سپس گردانده می‌شود. مواد متغیر دخیل در این فرایند معمولاً شامل نوع ذرات فلزی، آب یا روان‌کننده‌های دیگر است. با چرخش بشکه، مواد بالا می‌روند تا جایی که گرانش باعث می‌شود بالاترین لایه به طرف دیگر بشکه حرکت کند. در داخل این بشکه همچنین ممکن است پره‌هایی وجود داشته باشد که به‌طور معمول از لاستیک ساخته شده‌اند و در امتداد طول بشکه قرار دارند. همان‌طور که بشکه چرخش پره‌ها را می‌گیرد و قطعات را بلند می‌کند، در نهایت همگی سقوط می‌کنند و به کف بشکه برمیگردند.
در فرآیندهای مرطوب، یک صابون ترکیبی یا روان‌کننده اضافه می‌شود تا به روند پرداخت سطحی و همچنین جلوگیری از زنگ زدگی قطعات کمک کند. طیف گسترده‌ای از مواد برای دستیابی به محصول نهایی مورد نظر در دسترس است. مواد مورد استفاده معمول شامل: شن، تراشه‌های گرانیت، سرباره، فولاد، سرامیک و مواد مصنوعی است. علاوه بر این، این مواد به اشکال بسیار متنوعی در دسترس هستند. معمولاً از اشکال مختلف در یک بار استفاده می‌شود تا به هر هندسه‌ای در قطعه برسند.
پرداخت سطحی به روش چرخشی همچنین یک فرایند اقتصادی است زیرا انواع گوناگونی از قطعات را می‌توان با نظارت کم یا بدون نظارت توسط اپراتور اجرا کرد. با چرخش بشکه در ۲۰ تا ۳۸ دور در دقیقه، یک چرخه کامل می‌تواند از ۶ تا ۲۴ ساعت طول بکشد. این فرایند معمولاً در حالت نیمه پر بودن بشکه بسیار کارآمدتر است. در برخی از اوقات، از سیستم فیلتر استفاده می‌شود تا امکان جداسازی و پاکسازی قطعات یا مواد دیگر نیز در سیلندر فراهم شود.
از معایب این فرایند این است که عمل سایش را نمی‌توان فقط به مناطق خاصی از قطعه محدود کرد، زمان چرخه طولانی است و همچنین این روند نسبتاً پر سر و صدا است.

## انواع خاص
بشکه آتشین نوعی فرایند مشابه است که در آن هیچگونه عمل برشی مورد نظر نیست. هدف این است که بی نظمی‌های دقیقه ای را ایجاد کرده و یک سطح تمیز و صاف تولید کنید. برای دستیابی به این هدف، قطعات معمولاً در برابر خود یا با گلوله‌های استیل، شات، سنجاق‌های انتها گرد یا توپی قرار می‌گیرند. همچنین معمولاً این یک فرایند مرطوب است که از آب و روان‌کننده یا ماده تمیز کننده مانند صابون یا خامه تارتار استفاده می‌کند. بشکه بیش از نصف پر نمی‌شود و اگر از روان‌کننده‌ها استفاده شود، نسبت ۲:۱ روان‌کننده به قطعات حفظ می‌شود تا در قطعات از فرسایش جلوگیری شود.
پرداخت سطح با بشکه سانتریفیوژ از بشکه ای در انتهای بازوی چرخان استفاده می‌کند تا نیروهای گریز از مرکز را به فرایند بشکه اضافه کند. این می‌تواند فرایند را ۲۵ تا ۵۰ برابر تسریع کند.
Spindle finishing قطعات کار را بر روی دوک‌هایی نصب می‌کند که قطعات را مخالف جریان روان‌کننده‌ها می‌چرخاند. این از فرسایش قطعات جلوگیری کرده و زمان چرخه را تسریع می‌کند، اما برای نصب قطعات کار، زمان و هزینه بیشتری لازم است.

## شیشه
خرده‌شیشه‌های رنگی که برای شیشه‌های موزاییک استفاده می‌شوند نیز تحت فرایند پرداخت سطحی قرار می‌گیرند. برای جلوگیری از کدر شدن شیشه، از ساینده استفاده نمی‌شود. فقط آب به عنوان روان‌کننده وجود دارد. هدف از این غلت زدن برداشتن لبه‌های تیز از شیشه است، به طوری که بتوان با خیال راحت از آن استفاده کرد. فقط ۸ ساعت غلت زدن ممکن است برای پرداخت سطح شیشه کافی باشد.

## سایر استفاده‌ها
از صیقل دادن به این روش برای صیقل دادن و صاف کردن تاس برای استفاده‌های تفریحی نیز استفاده می‌شود، اما تأثیر نسبتاً نامناسبی دارد که باعث می‌شود کناره‌ها و صورت تاس‌ها تا حدودی ناهموار بشود و در نتیجه شانس رو آمدن وجوه مختلف با هم یکی نباشد.
همچنین برای اصلاح مصنوعات کوچک روی اشیا چاپ شده، مانند لایه‌های مرئی، می‌توان از غلغلک در چاپ سه بعدی استفاده نمود.
این تکنیک‌ها اگرچه مدت زمان زیادی طول می‌کشند، اما مداخله اپراتور بسیار کمی را شامل می‌شوند و بنابراین بسیار ارزان هستند. دستگاه‌های جمع کن کوچک (ظرفیت یک پوند) در دسترس هستند و برای استفاده در خانه / سرگرمی ارزان قیمت هستند. در انتهای دیگر مقیاس، افراد حرفه ای می‌توانند از بشکه‌های بسیار بزرگ برای انجام یکباره کار زیاد استفاده کنند. عیب اصلی این روش دامنه محدود آن است؛ سنگها صاف و دارای اشکال نیمه تصادفی خواهند بود (مانند سنگریزه‌های ساحل) و فلزات باید اشکال نسبتاً ساده ای داشته باشند.